# Andrej Jezeršek
Andrej Jezeršek (* 22. März 1982 in Kranj) ist ein ehemaliger slowenischer Nordischer Kombinierer.

## Werdegang
Jezeršek, der für SK Triglav Kranj startete, gewann bereits in der Saison 1997/98 seine ersten Punkte im zweitklassigen B-Weltcup. Noch vor seinem siebzehnten Geburtstag nahm er an den Nordischen Skiweltmeisterschaften 1999 in der Ramsau teil und erreichte dabei die Ränge 31 im Gundersen Einzel sowie 47 im Sprint. Laut der FIS-Datenbank debütierte er Monate später im Dezember 1999 im Weltcup, als er in Vuokatti die Punkteränge verpasste. Bei den Nordischen Junioren-Skiweltmeisterschaften 2000 in Štrbské Pleso belegte er im Sprint lediglich Rang 22, ehe er im Gundersen Einzel nach dem Sprungdurchgang nicht mehr auf die Loipe ging. Mit dem Team wurde er Zwölfter. Im Sommer 2000 debütierte er in Klingenthal im Grand Prix und erzielte auf Anhieb mit dem zwölften Platz ein starkes Ergebnis. Zu Beginn der Saison 2000/01 stellte er sich im B-Weltcup der Konkurrenz und gewann am 12. Dezember seinen ersten Wettbewerb in Salt Lake City. Daraufhin ging er wieder im Weltcup an den Start, wo er mehrmals die Punkteränge erreichen konnte. Nachdem er bei den Nordischen Junioren-Skiweltmeisterschaften 2001 in Karpacz sowohl im Einzel als auch im Sprint Vierter wurde sowie mit dem Team Bronze gewann, nahm er an den Nordischen Skiweltmeisterschaften 2001 in Lahti teil. Mit den Rängen 30 im Gundersen Einzel sowie 43 im Sprint verbesserte er sich im Vergleich zu 1999 leicht. Nach zwei weiteren B-Weltcup-Siegen im März, belegte er beim Weltcup-Wettbewerb nach der Gundersen-Methode in Oslo den dreizehnten Platz, was das beste Einzelresultat seiner Karriere darstellen sollte. Die Saison schloss er auf dem dritten Platz in der B-Weltcup-Gesamtwertung sowie auf Rang 44 in der Weltcup-Gesamtwertung ab.
Mit einem weiteren B-Weltcup-Sieg in Planica startete Jezeršek in den Winter 2001/02. Nach erfolglosen Versuchen im Weltcup verblieb er den Rest der Saison im B-Weltcup. Darüber hinaus nahm er erneut an den Nordischen Junioren-Skiweltmeisterschaften teil, die 2002 in Schonach stattfanden. Mit Rang zwölf im Gundersen Einzel sowie als Fünfter mit dem Team verpasste er deutlich die anvisierten Medaillenränge. Im Februar 2002 war Jezeršek Teil der slowenischen Delegation bei den Olympischen Winterspielen in Salt Lake City. Dabei präsentierte er sich in absoluter Topform und erreichte mit dem 13. Platz im Gundersen Einzel sowie als Zwölfter im Sprint deutlich bessere Ergebnisse als erwartet. Diese Leistung konnte er im restlichen Karriereverlauf nicht mehr abrufen, sodass er meist im B-Weltcup startete, hin und wieder aber auch die mittleren Ränge im Weltcup erreichte. So belegte er in der Weltcup-Gesamtwertung 2002/03 Rang 28. Bei den Weltmeisterschaften 2003 im italienischen Val di Fiemme zeigte er sich jedoch noch einmal von seiner besseren Seite und belegte den 22. Platz im Gundersen Einzel, ehe er im Sprint 36. wurde. Mit dem siebten Platz beim Grand-Prix-Wettbewerb in Villach Ende August 2003 machte Jezeršek ein weiteres Mal auf sich aufmerksam, konnte allerdings erneut diese Leistung nicht bestätigen. Nach der Saison 2003/04 beendete Jezeršek, der auf nationaler Ebene mehrmals den Meistertitel gewann, seine Karriere.

## Privates
Andrej Jezeršek ist der Bruder der ehemaligen Skilangläuferin Barbara Jezeršek.

## Statistik

### Platzierungen bei Olympischen Winterspielen
| Jahr und Ort        | Wettbewerb | Wettbewerb | Wettbewerb |
| Jahr und Ort        | Gundersen  | Sprint     | Team       |
| ------------------- | ---------- | ---------- | ---------- |
| 2002 Salt Lake City | 13.        | 12.        | –          |

### Platzierungen bei Weltmeisterschaften
| Jahr und Ort       | Wettbewerb | Wettbewerb | Wettbewerb |
| Jahr und Ort       | Gundersen  | Sprint     | Team       |
| ------------------ | ---------- | ---------- | ---------- |
| 1999 Ramsau        | 31.        | 47.        | –          |
| 2001 Lahti         | 30.        | 44.        | –          |
| 2003 Val di Fiemme | 22.        | 36.        | –          |

### Weltcup-Platzierungen
| Saison  | Platz | Punkte |
| ------- | ----- | ------ |
| 2000/01 | 44.   | 188    |
| 2002/03 | 28.   | 139    |

### Grand-Prix-Platzierungen
| Saison | Platz | Punkte |
| ------ | ----- | ------ |
| 2001   | 07.   | 310    |
| 2003   | 16.   | 049    |

### B-Weltcup-Platzierungen
| Saison  | Platz | Punkte |
| ------- | ----- | ------ |
| 1997/98 | 73.   | 008    |
| 1999/00 | 33.   | 082    |
| 2000/01 | 03.   | 205    |
| 2001/02 | 08.   | 189    |
| 2003/04 | 98.   | 001    |